# 汪子祜
汪子祜（?—?），字受夫，號石西。石門人。
約萬歷年間人。喜歡寫詩，至七十歲仍吟唱不倦，作品皆编年为集。其元孙汪宗豫辑有遗稿，編成《石西集》八卷、附《崇礼堂诗》一卷。